# Midden-Silezisch voetbalkampioenschap 1926/27
In 1926/27 werd het zevende Midden-Silezisch voetbalkampioenschap gespeeld, dat georganiseerd werd door de Zuidoost-Duitse voetbalbond. De competitie was een tussenstation tussen de regionale competities en de Zuidoost-Duitse eindronde. 
Breslauer FV Stern 06 werd kampioen en plaatste zich voor de Zuidoost-Duitse eindronde. De Vereinigte Breslauer Sportfreunde mochten ook naar de eindronde nadat ze van Brega Brieg wonnen. De Sportfreunde werden Zuidoost-Duits kampioen en Stern werd vicekampioen. Beide clubs mochten ook naar de eindronde om de Duitse landstitel. De Sportfreunde verloren in de eerste ronde van SpVgg Fürthen Stern van VfB Leipzig.

## 1. Klasse

### Gau Breslau
Breslauer FV Stern 06 werd kampioen. Vereinigte Breslauer Sportfreunde speelde nog om een extra ticket voor de eindronde. 

### Gau Oels
| Plaats | Club                  | Wed. | W | G | V | Saldo | Ptn   |
| ------ | --------------------- | ---- | - | - | - | ----- | ----- |
| 1.     | VfR Oels              | 6    | 5 | 1 | 0 | 07:03 | 11:01 |
| 2.     | SpVgg 08 Oels         | 6    | 4 | 0 | 2 | 11:11 | 08:04 |
| 3.     | SC Preußen Festenberg | 6    | 1 | 1 | 4 | 05:10 | 03:09 |
| 4.     | SSC 1901 Oels         | 6    | 1 | 0 | 5 | 05:04 | 02:10 |

|  | Geplaatst voor eindronde |

### Gau Brieg
| Plaats | Club             | Wed. | W | G | V | Saldo | Ptn   |
| ------ | ---------------- | ---- | - | - | - | ----- | ----- |
| 1.     | SpVgg 1910 Brieg | 8    | 5 | 1 | 2 | 18:13 | 11:05 |
| 2.     | SSVgg Grottkau   | 8    | 4 | 2 | 2 | 17:14 | 10:06 |
| 3.     | SC Brega Brieg   | 8    | 4 | 1 | 3 | 13:16 | 09:07 |
| 4.     | SSC Brieg        | 8    | 3 | 2 | 3 | 21:18 | 08:08 |
| 5.     | SC Preußen Brieg | 8    | 0 | 2 | 6 | 10:18 | 02:14 |

|  | Geplaatst voor eindronde                                   |
|  | Deelname eindronde voor extra deelnemer Zuidoost-Duitsland |

### Gau Namslau
| Plaats | Club                   | Wed. | W | G | V | Saldo | Ptn   |
| ------ | ---------------------- | ---- | - | - | - | ----- | ----- |
| 1.     | SC Preußen Namslau     | 6    | 5 | 0 | 1 | 12:04 | 10:02 |
| 2.     | SV Schlesien Namslau   | 6    | 5 | 0 | 1 | 11:07 | 10:02 |
| 3.     | Sportfreunde Bernstadt | 6    | 2 | 0 | 4 | 08:09 | 04:08 |
| 4.     | VfB 1921 Carlsruhe     | 6    | 0 | 0 | 6 | 02:13 | 00:12 |

|  | Play-off voor plaats eindronde |
|  | Trok zich na dit seizoen terug |

Play-off voor eindronde
|                 |                    |       |                      |         |
| 23 januari 1927 | SC Preußen Namslau | 3 – 0 | SV Schlesien Namslau | Namslau |
| 23 januari 1927 |                    |       |                      | Namslau |

## Eindronde

### Halve finale
|                  |                    |       |                       |         |
| 13 februari 1927 | SC Preußen Namslau | 0 – 7 | Breslauer FV Stern 06 | Namslau |
| 13 februari 1927 |                    |       |                       | Namslau |

|                  |                  |       |          |       |
| 13 februari 1926 | SpVgg 1910 Brieg | 2 – 3 | VfR Oels | Brieg |
| 13 februari 1926 |                  |       |          | Brieg |

### Finale
|                  |                       |       |          |         |
| 20 februari 1927 | Breslauer FV Stern 06 | 9 – 0 | VfR Oels | Breslau |
| 20 februari 1927 |                       |       |          | Breslau |

## Extra deelnemer Zuidoost-Duitsland
|                  |                                   |       |                   |         |
| 13 februari 1927 | Vereinigte Breslauer Sportfreunde | 3 – 2 | SC Brega 09 Brieg | Breslau |
| 13 februari 1927 |                                   |       |                   | Breslau |